# Photinus

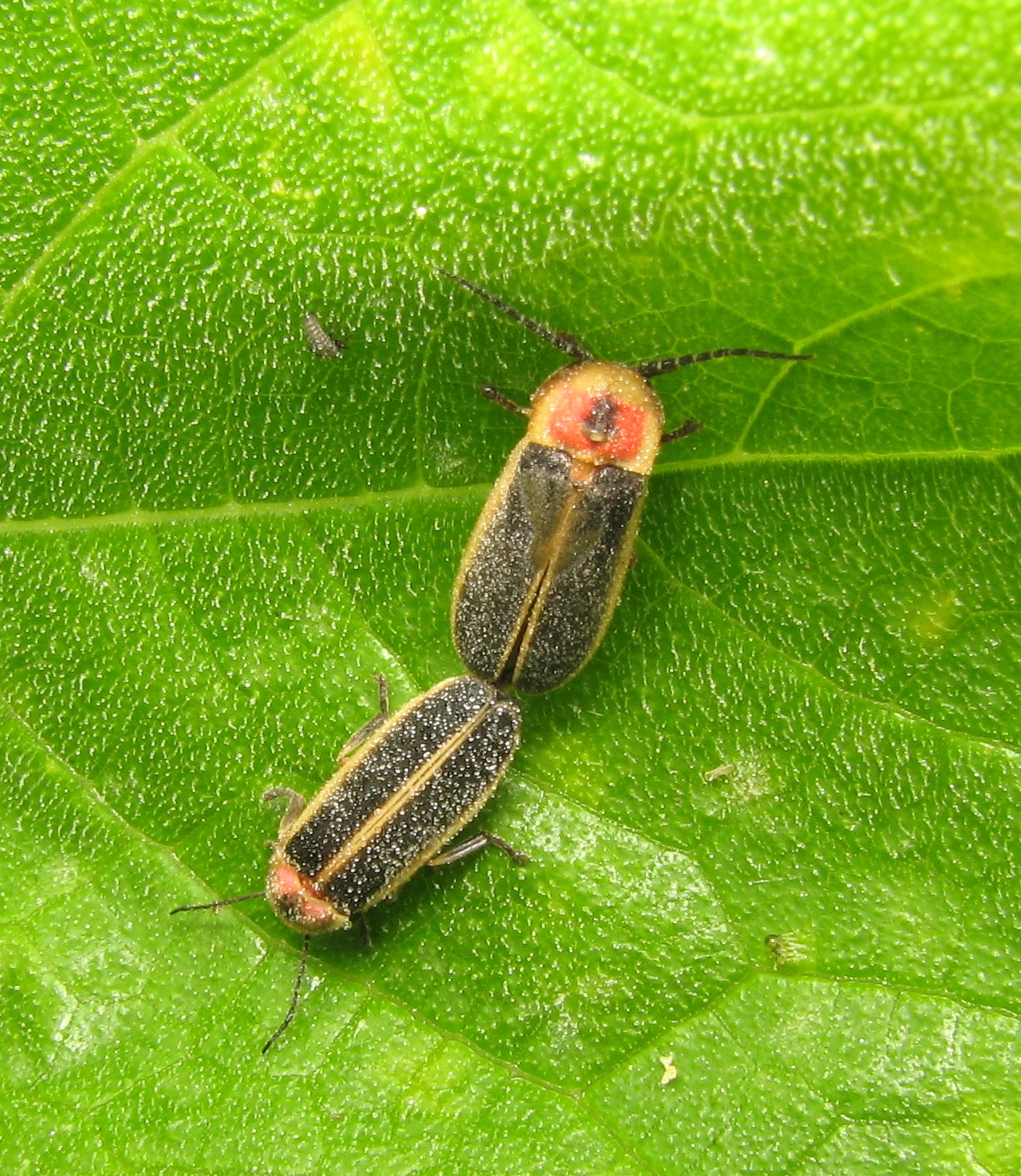
Photinus sp. apareándose.

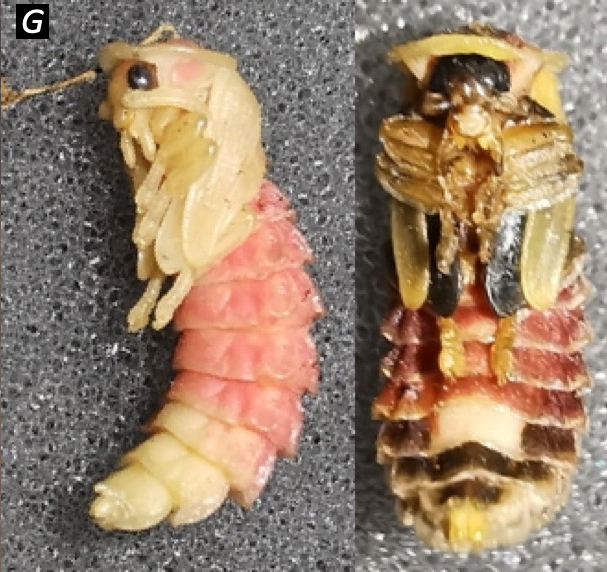
Photinus signaticollis, pupas

Photinus es un género de luciérnagas de la familia Lampyridae. Pertenece a la tribu Photinini de la subfamilia Lampyrinae. Incluye a P. pyralis, el insecto símbolo del estado de Tennessee, Estados Unidos.
Las hembras de Photinus emiten un centelleo característico para atraer a los machos. Algunos imitadores o mímicos del género Photuris reproducen este sistema de señales para atraer a los machos de Photinus. Los atrapan y devoran. Se cree que, además de sustento, adquieren así defensas químicas. Es un caso de mimetismo agresivo.

## Sistemática
Aún no se ha determinado el pariente más cercano. Las especies de este género se asemejan a miembros de la subfamilia Photurinae, aunque no parecen estar relacionados. Tal vez el género Ellychnia sea el más cercano o, incluso, podrían estar incluidos dentro de este género. Ellychnia ha perdido la habilidad de emitir señales luminosas y, en cambio, usan únicamente feromonas para comunicarse. Es posible que algunas especies del género Photinus tengan que ser reclasificadas en otros géneros.
El género Pyropyga también es un pariente cercano, aunque quizás no tanto como Ellychnia. Este grupo forma el núcleo de la tribu Photinini, aunque aún se necesitan más estudios.

### Algunas especies
- Photinus australis Green, 1956[3]
- Photinus carolinus Green, 1956[3] con caracterísitico centelleo sincronizado
- Photinus consanguineus LeConte, 1852[4]
- Photinus concisus Lloyd, 1968
- Photinus floridanus Fall, 1927
- Photinus fuscus
- Photinus harveyi Buck, 1947[5]
- Photinus pallens Fabricius, 1798[6]
- Photinus punctulatus LeConte, 1852
- Photinus pyralis
- Photinus signaticollis Émile Blanchard, 1846
- Photinus tanytoxis Lloyd, 1966